# День Української Державності
День Української Державності — державне свято, що відзначається щороку в Україні 15 липня. Запроваджене Указом Президента України № 423/2021 від 24 серпня 2021 року.

## Історія
Уперше відзначати День Української Державності на державному рівні запропонувала 5 лютого 2018 року ініціативна група у складі Героя України Левка Лук'яненка, Президентів України Леоніда Кравчука, Леоніда Кучми та Віктора Ющенка, Голови Верховної Ради України Андрія Парубія, Першого віцепрем'єр-міністра Степана Кубіва, головного редактора газети Верховної Ради України «Голос України» Анатолія Горлова, академіків НАПрН України Руслана Стефанчука та Олександра Святоцького, професора Володимира Сергійчука, а також громадських діячів Богдана Моркляника та Юрія Баланюка. Обговорення відбувалися в Будинку уряду.
16 лютого 2018 року колишні Президенти України Леонід Кравчук, Леонід Кучма і Віктор Ющенко звернулися до нації та парламенту з ініціативою започаткування Дня Української Державності.
Свято встановлено Указом Президента України Володимира Зеленського 24 серпня 2021 року, підписаним під час урочистостей до 30-ї річниці незалежності України. Під час своєї промови на урочистому засіданні Верховної Ради України Володимир Зеленський також повідомив, що внесе законопроєкт, за яким День Української державності стане вихідним днем. Законопроєкт внесений 25 серпня під реєстраційним номером 5864. 31 травня 2022 року Верховна Рада України ухвалила його: «за» проголосували 257 народних депутатів. Закон набрав чинності 9 червня 2022 р.
25 липня 2022 року Міністерство культури та інформаційної політики України оприлюднило Концепцію єдиної візуальної символіки свята.
Після проведення Архиєрейського собору 24 травня 2023 року стало відомо, що Православна церква України проситиме владу перенести День Української Державності, як і День захисників і захисниць України, через календарну реформу, адже свято князя Володимира Великого в ПЦУ та УГКЦ з 2024 відзначатиметься 15 липня.
28 червня 2023 року Президент України Володимир Зеленський вніс до Верховної Ради України законопроєкт, який переносить День Української Державності з 28 липня на 15 липня. Парламент ухвалив цей закон 14 липня 2023 року, його підтримав 241 депутат. 28 липня Зеленський підписав законопроєкт та Указ Президента № 455/2023 «Про внесення змін до деяких указів Президента України», відтак, дата відзначення свята була остаточно перенесена.
15 липня 2025 року Президент України Володимир Зеленський видав Указ «Про додаткові заходи щодо вшанування пам'яті захисників та захисниць України, які загинули в боротьбі за незалежність, суверенітет і територіальну цілісність України».

## Галерея

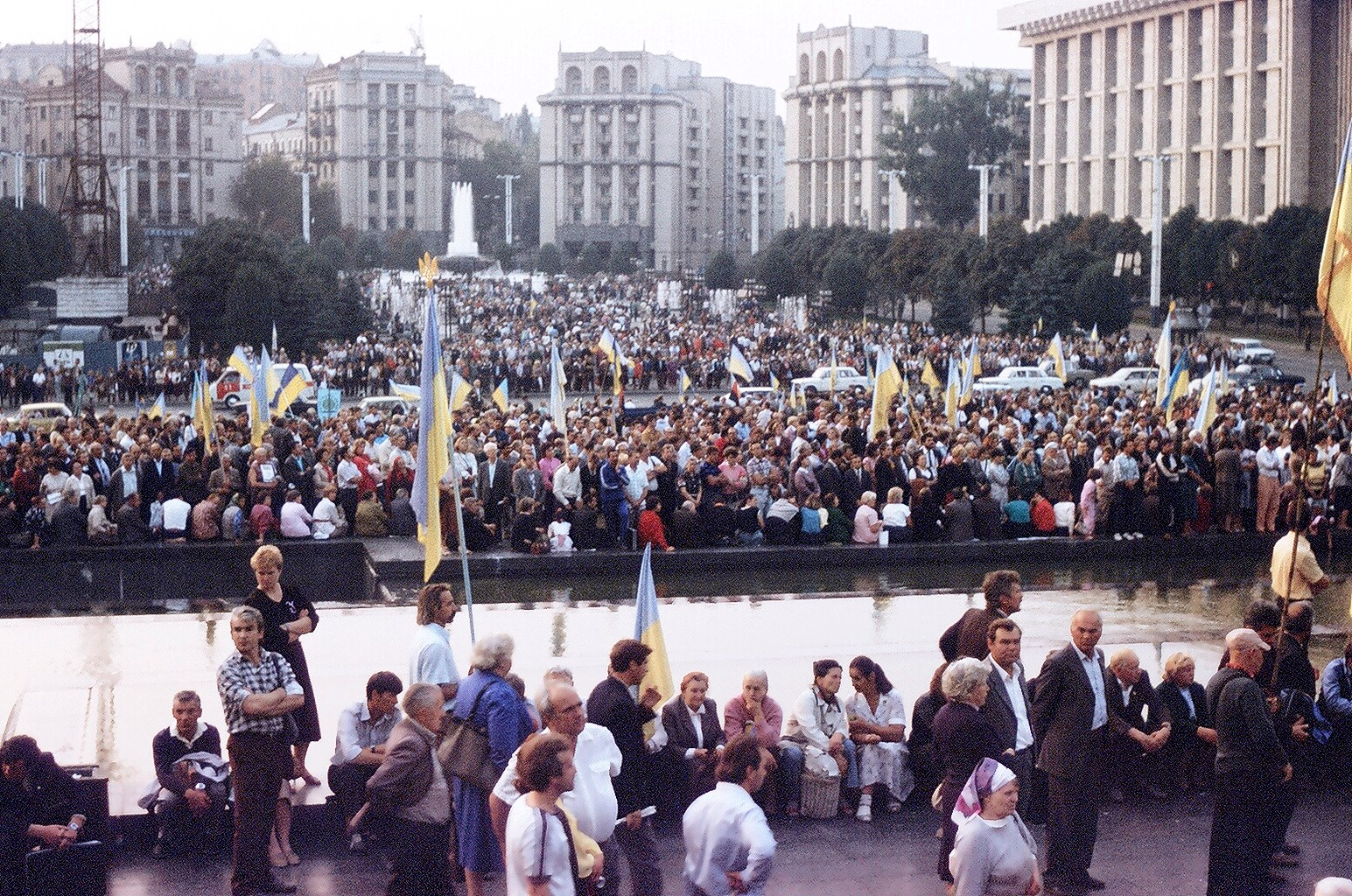
Мітинги на майдані Незалежності у 1990 році за вихід з СРСР
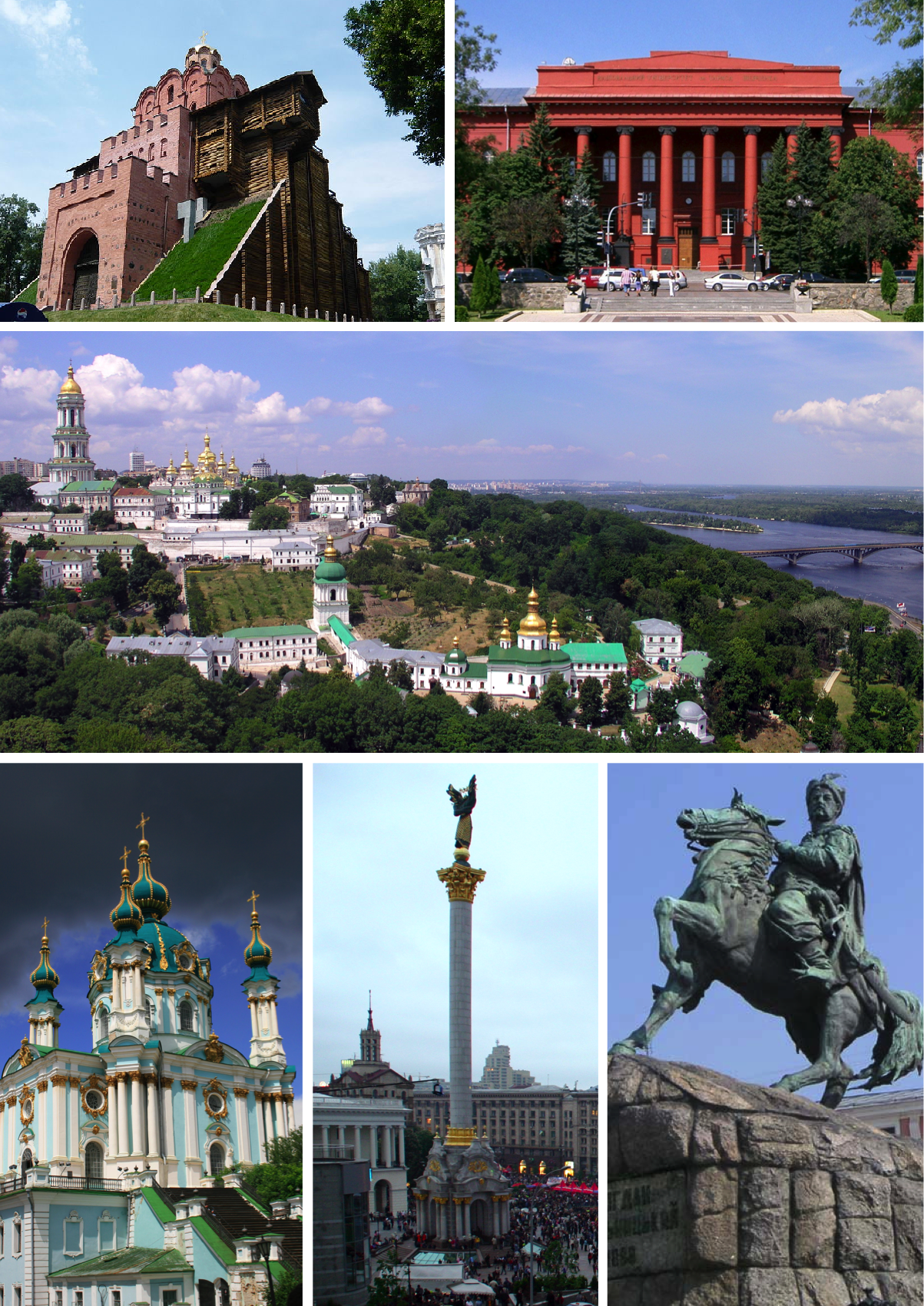
Вільна незалежна Україна